# The Garden (film 2008)
The Garden è un documentario del 2008 diretto da Scott Hamilton Kennedy candidato al premio Oscar al miglior documentario.